# Клајнштајнхаузен
Клајнштајнхаузен (њем. Kleinsteinhausen) општина је у њемачкој савезној држави Рајна-Палатинат. Једно је од 84 општинска средишта округа Југозападни Палатинат. Према процјени из 2010. у општини је живјело 811 становника. Посједује регионалну шифру (AGS) 7340214.

## Географски и демографски подаци
Клајнштајнхаузен се налази у савезној држави Рајна-Палатинат у округу Југозападни Палатинат. Општина се налази на надморској висини од 320 метара. Површина општине износи 5,7 km². У самом мјесту је, према процјени из 2010. године, живјело 811 становника. Просјечна густина становништва износи 142 становника/km².